# Sibylle Bamberger

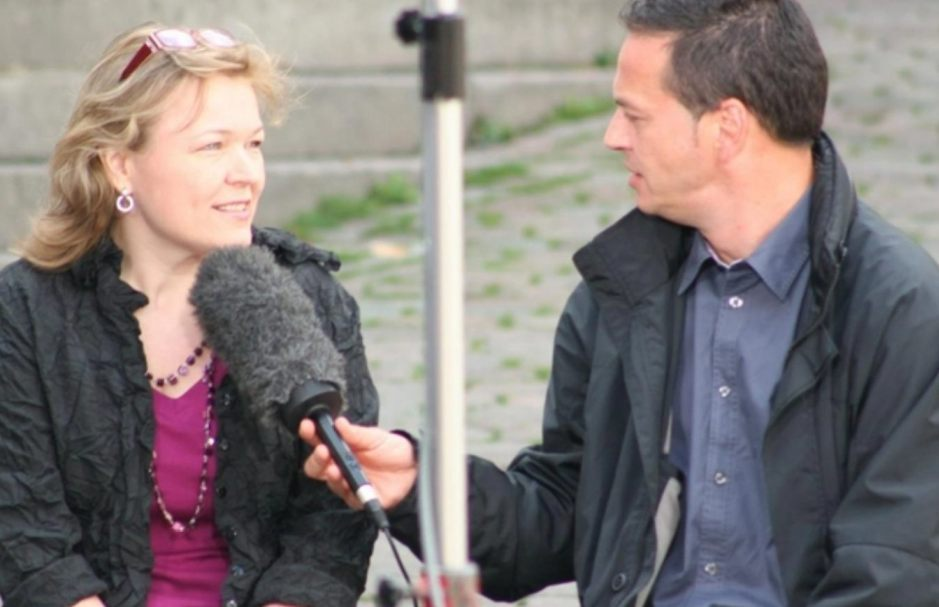
Sibylle Bamberger, 2011

Sibylle Bamberger  (geb. Bögel, * 26. Januar 1968 in Breidenstein) ist eine deutsche Journalistin und Autorin. Sie schreibt hauptsächlich Rätselbücher, die sich mit biblischen Inhalten beschäftigen.

## Leben
Sibylle Bamberger wurde als drittes von vier Kindern geboren. Nach dem Besuch der Lahntalschule sowie der Höheren Handelsschule in Biedenkopf erlernte sie den Beruf der Kauffrau.
Den Einstieg der schriftstellerischen Tätigkeit bildete das Buch Querbeet durch die Bibel mit etwa 70 Rätseln. Zwei Folgebände schlossen sich an. Romane und themengebundene Sachbücher schreibt Sibylle Bamberger unter zwei Pseudonymen.
Des Weiteren schreibt Bamberger Songtexte, Gedichte und Kurzgeschichten. Sie gehört zu den Autoren des Editionsbandes der Frankfurter Bibliothek des zeitgenössischen Gedichts der Brentano-Gesellschaft Frankfurt am Main der Frankfurter Verlagsgruppe. Bamberger ist außerdem Gründerin von „Backland.News“, einer Onlinezeitung für das Hessische Hinterland. Sie gehört außerdem zu den Autoren des SCM Bundes-Verlags (Family etc.).
Bamberger ist Mutter dreier erwachsener Kinder und Großmutter. Sie lebt in Breidenstein.

## Werke
- Querbeet durch die Bibel. Verlag der Francke-Buchhandlung, 1993, ISBN 3-86122-071-7.
- Ein Buch mit 7 Rätseln. Verlag der Francke-Buchhandlung, 1996, ISBN 3-86122-171-3.
- Rätsel querbeet. Verlag der Francke-Buchhandlung, 2010, ISBN 978-3-86827-209-3.
- Rätsel querbeet 1. Verlag der Francke-Buchhandlung, 2023, ISBN 978-3-96362-339-4.
- Rätsel querbeet 2. Verlag der Francke-Buchhandlung, 2023, ISBN 978-3-96362-340-0.
- Rätsel querbeet 3. Verlag der Francke-Buchhandlung, 2023, ISBN 978-3-96362-341-7.

### Weitere Veröffentlichungen
- Liedtext „Akzeptiert“ – CD „Take some friends – make some music“, Thilo Schneider (1989)
- Liedtexte „Long Distance Run“ sowie „Chance“  – CD „Way 2 your heart“ der christlichen Rock- und Pop-Band „Acceptance of Life“ (1989) Plattenfirma: Go For Music/Katalog-Nr.:80704/MS-ID:1025705
- Anthologie-Beitrag (Krimiwettbewerb 2008/2009) „Lahn-Leichen“: „Hinterhalt im Hinterland“, ISBN 978-3-8391-0320-3